# 浙江省黄岩中学
浙江省黄岩中学，簡稱黄岩中学，位于台州市黄岩区，是一所具有百年历史的省一级重点中学。其历史可以追溯到清乾隆五十四年（1789年）由时任黄岩县令路邵所创的萃华书院，此后数百年经历了清献书院、清献中学堂、清献中学校、黄岩县立中学校、黄岩县第一中学等历史阶段，直至今日的黄岩中学。

当前学校的总面积40687平方米，建筑面积17575平方米。